# Matesa
Matesa (Maquinaria Textil del Norte, S.A.) era una empresa dirigida per Joan Vilà Reyes dedicada a la producció de maquinària tèxtil entre elles el teler sense llançadora Iwer, que es va veure en el centre del major escàndol financer del final del Franquisme.
Encara que com a negoci familiar els seus orígens es remuntaven al segle xix, amb la producció de mantons de Manila, Matesa fou transformada en societat anònima pels germans Joan i Fernando Vilà Reyes el 1956. L'any següent havia adquirit la patent d'un teler francès sense llançadora (batejat per l'empresa com a Iwer), tot iniciant una notable expansió internacional, basada en la creació d'una setantena de filials.
El 1969, però, la visita del ministre argentí d'Indústria va destapar un cas de corrupció que afectava de ple els ministeris econòmics del govern franquista i que havia creat un forat de més d'onze mil milions de pèrdues per a l'estat a través de crèdits rebuts per l'oficial Banco de Crédito Industrial per al finançament d'operacions de venda de telers que, en realitat, mai havien tingut lloc. Durant de la visita a Espanya del ministre argentí d'Indústria el 1969, el ministre espanyol va agrair la compra de 1.500 telers Iwer, però aquest va afirmar que només eren 120. La resta s'havia enviat però sense comprador, per poder cobrar uns crèdits d'ajut a l'exportació.
Embargada aquell mateix any, l'empresa continuà les seves activitats sota el control d'un administrador judicial fins al 1983, en què fou subhastada per 66.000 pessetes i adjudicada a una societat laboral formada per antics treballadors, essent nomenat director general l'antic propietari, Joan Vilà Reyes.
L'afer Matesa va provocar una crisi de govern molt important que va acabar amb el cessament d'entre altres de Manuel Fraga al front del Ministeri d'Informació i Turisme. Fraga va permetre que la premsa tractés l'afer amb una mica més de llibertat de l'habitual i això va preocupar a importants sectors del règim.

## Fons documental
L'Arxiu Nacional de Catalunya conserva el fons personal de Josep Peris i Grau (Badalona, 1943), delineant i dissenyador tècnic, que fou secretari del Comitè d'Empresa de la societat Matesa, al si de la qual va ser protagonista, principalment, de les conseqüències de l'escàndol econòmic i polític vinculat a l'empresa. El fons és constituït, principalment, per la documentació aplegada i produïda per Josep Peris i Grau com a membre del comitè d'empresa de MATESA, relativa als anys de reestructuració de l'empresa. Inclou documentació formativa sobre els telers Iwer i tècniques de comptabilitat. Així mateix, referent a l'activitat del comitè d'empresa de la societat, sobre la demanda judicial presentada contra un altre treballador per calúmnia i injúries, documentació (preferentment còpies) relativa a l'administració judicial de la societat i als successius expedients de regulació d'ocupació aplicats a l'empresa entre 1980 i 1982, resolucions i correspondència amb els estaments oficials, estudis de viabilitat i informes econòmics i expedients de conciliació entre treballadors i empresa. El fons aplega també documentació relativa a la constitució de la societat hereva de MATESA, Iwer Navarra, Sociedad Anónima Laboral, en concret, escriptures d'ampliació de capital, d'acords socials, de nomenament del Consell d'Administració i d'aquisició de patent. Finalment, inclou diversos recursos d'informació de caràcter tècnic, polític i periodístic. En el seu conjunt, el fons facilita una aproximació als intents de revifar la situació econòmica de MATESA durant els primers anys de la dècada dels vuitanta del segle passat.